# Венарија Реале
Венарија Реале (итал. Venaria Reale) је насеље у Италији у округу Торино, региону Пијемонт.
Према процени из 2011. у насељу је живело 33531 становника. Насеље се налази на надморској висини од 263 м.

## Становништво
| 1931.  | 1936.  | 1951.  | 1961.  | 1971.  | 1981.  | 1991.  | 2001.  | 2011.  |
| ------ | ------ | ------ | ------ | ------ | ------ | ------ | ------ | ------ |
| 13.333 | 11.744 | 15.796 | 18.331 | 23.477 | 26.584 | 30.614 | 35.660 | 33.741 |

## Партнерски градови
- Брашов